# جيش التحرير الروسي
جيش التحرير الروسي (بالروسية: Русская Освободительная Армия ويُعرف اختصارا РОА بالسيريلية وROA باللاتينية، كما يعرف أيضا باسم جيش فلاسوف) مجموعة من العسكريين الروس المنشقين عن الجيش الصدامي الثاني والذين أعلنوا ولائهم للقيادة العليا للجيوش الألمانية النازية خلال الحرب العالمية الثانية.
تكوّن جيش التحرير الروسي على يد جنرال الجيش الأحمر أندري فلاسوف الذي حاول لم شمل مناهضي الشيوعية من الروس والمعارضين لنظام الحكم الشيوعي في روسيا، ومن ثم كان المتطوعين في صفوف جيش التحرير الروسي من أسرى الحرب السوفيت والمهاجرين البيض (والذين كان منهم من حارب الشيوعيين ضمن صفوف الجيش الأبيض أثناء الحرب الأهلية الروسية)، ثم تغيّر اسم جيش التحرير الروسي إلى القوات المسلحة للجنة تحرير الشعب الروسي (بالروسية: Комитет освобождения народов России) في 14 نوفمبر 1944، وفي 28 يناير 1945 صدر إعلان بانفصال القوات الروسية عن الجيوش الألمانية وخضوعها مباشرة للجنة تحرير الشعب الروسي.

## وصلات خارجية
مقالات
- It's Too Early To Forgive Vlasov, The St. Petersburg Times, November 6, 2001
- Vlasov's forgotten army, The Prague Post, November 11, 2004

Other
- Russian Liberation Army information page by veteran Alexander Dubov
- Russian Volunteers in the German Wehrmacht in WWII by Lt. Gen Wladyslaw Anders and Antonio Munoz
- Russian Liberation Army, rare footage على يوتيوب(فيديو)